# Die Opernprobe

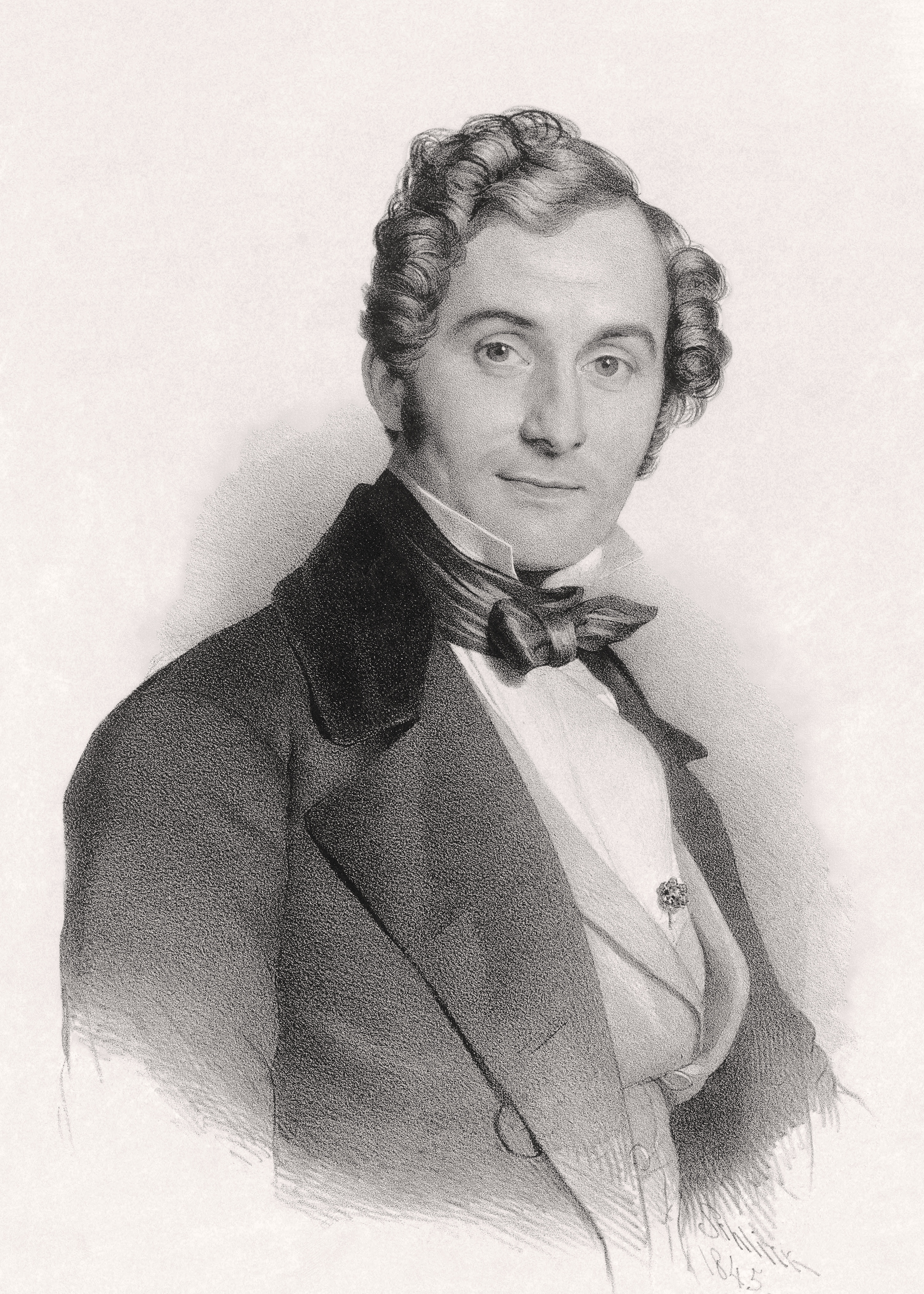
Albert Lortzing

Die Opernprobe (Operarepetitionen) är en komisk opera i en akt med musik av Albert Lortzing. Librettot skrevs av tonsättaren efter Philippe Poissons komedi l'impromptu de campagne (1733) i Johann Friedrich Jüngers tyska översättning Die Komödie aus dem Stegreif (1794).

## Historia
Lortzing, hans fru och hans föräldrar hade alla deltagit i den tyska versionen av Poissons komedi i Köln 1825. Die Opernprobe hade premiär den 20 januari 1851 i Frankfurt am Main, men Lortzing fick aldrig uppleva dess succé; på premiären låg han dödssjuk hemma i Berlin och avled dagen därpå.

## Personer
- Greven (Bas)
- Grevinnan, hans hustru (Mezzosopran)
- Luise, deras dotter (Sopran)
- Hannchen, kammarjungfru (Sopran)
- Gamle Baron Reintal (Bas)
- Unge Baron Adolph von Reintal, hans brorson (Tenor)
- Johann, deras tjänare (Baryton)
- Martin, grevens tjänare (Bas)

## Handling
Greven är besatt av opera och tilltalar sin personal med recitativ. Dessutom anställer han bara personer som är villiga att delta i hans operaföreställningar. 